# Associação Comunidade Yuba
A Associação Comunidade Yuba é uma comunidade agrícola localizada no distrito de Três Alianças, município de Mirandópolis, interior de São Paulo, a 600 quilômetros da capital paulista, formada por cerca de sessenta nipo-brasileiros oriundos de vinte famílias.
A filosofia da comunidade foi elaborada por Isamu Yuba (1906-1976), imigrante japonês, que fundou a colônia em 1935.
Na fazenda Yuba as crianças aprendem que cultivar a arte é tão importante quanto o trabalho na roça.  
O atual presidente da comunidade é o Issamu Yazaki. 
"A mentalidade é trabalho, reza e arte", "Sozinho não dá pra fazer nada. Na comunidade dá para gente viver feliz. Convivemos muito bem com outras pessoas. Parece difícil, mas, sabe, se conseguir essas coisas você pega a grande felicidade", diz a agricultora Renata Katsue, filha caçula de Issamu Yuba. diz seu Tesuhiko. O sonho de seu pai está presente no dia-a-dia dessas famílias. 
Na comunidade o japonês é a língua oficial. Na biblioteca da comunidade, as crianças aprendem cedo os hábitos e os costumes da cultura oriental. 
“Quando eu crescer as duas línguas vão ser importantes para mim porque eu nasci aqui, sou brasileira, mas minha raça é japonesa”, diz Patrícia Tsuji, de 10 anos. 
O som do berrante avisa quem está no campo que a comida está pronta. Antes de servir, o silêncio para a oração, um dos pilares da filosofia Yuba. Muitos aqui são evangélicos, como era o fundador. Mas, na comunidade não há nenhum templo, nem religião oficial. 
Os talheres ocidentais se misturam aos "hashis", os palitinhos que os mais antigos fazem questão de usar. 
Katsue ensaia todos os dias. Um pouco mais tarde, ela nos levou ao jardim das esculturas, com obras do artista plástico Hisao Ohara, já falecido, mas que também viveu por lá. São obras de granito, expostas a céu aberto. 
“A filosofia de Issamu Yuba é aberta. Quem quer vir para cá pode vir, quem quer ir embora pode ir embora. É tudo aberto. Você tem que abrir o seu coração, senão, não entra nada para você”, diz Katsue. 
“Acostumamos a fazer as duas coisas: trabalhar no campo e lidar com a arte. No meu caso, tocar flauta, mas eu gosto mais da flauta”, afirma Sueli. 
A vida de todos por lá é assim, com papéis no campo e também na arte. Desde cedo, as crianças aprendem a tocar instrumentos musicais na orquestra-mirim. 
Além do palco, o barracão também abriga máquinas agrícolas. Trator e caminhão dividem o mesmo teto com o piano de cauda, violinos e violoncelos. 
Trabalho. Oração. Arte. O tripé que sustenta a relação desses agricultores é apenas um modo diferente de viver. Um jeito comunitário, no qual a aridez das dificuldades diárias convive com a manifestação artística no palco.

## Economia
A comunidade vive em uma fazenda de 110 hectares onde plantam milho, horta, abacaxi, goiaba, manga e romã e ainda criam porco, galinha e gado. Para viver ali é preciso aceitar a ideia de que ninguém tem nada próprio. Tudo é de todos e quando alguém precisa de dinheiro para algo particular é preciso pedir para líder da comunidade. 
“É bom porque você não pensa no dinheiro no dia-a-dia e é ruim quando você quer alguma coisa você tem que pedir para os mais velhos. Todos têm que economizar”, diz Maurício. 
E economizar virou palavra de ordem, segundo dona Satiko Yuba, responsável por todas as contas da comunidade. 
“Nos últimos anos nós temos passado muitas dificuldades. A minha preocupação é de quitar todas as dívidas. Pode levar muito tempo, também, mas eu vou quitar todas”, diz Satiko. 